# 狼莫
狼莫（？—118年），先零羌首领。

## 生平
永初六年（112年），先零羌首领滇零去世，他年龄还小的儿子零昌继位，狼莫为他出主意，元初四年（117年）九月，护羌校尉任尚收买效功羌人号封，刺杀了零昌。朝廷封号封为羌王。十二月廿五，任尚与骑都尉马贤在富平县大败狼莫的羌军，斩杀五千人，狼莫逃走。陇右平定。元初五年（118年），度辽将军邓遵收买上郡羌雕何刺杀了狼莫，朝廷将雕何封为羌侯。零昌、狼莫死后，羌人各部落瓦解，三辅和益州不再有战争的警报。